# Artículo VII de la Constitución de los Estados Unidos

Ability to recite from memory the constitution wins war veteran a job. Washington, D.C.

El Artículo VII de la Constitución de los Estados Unidos describe el proceso por el cual la totalidad del documento sería ratificado y empezaría a ser efectivo.
La ratificación de la Convención de los nueve Estados podría ser suficiente para el establecimiento de la Constitución entre los Estados que ratificaban la misma. Pero este proceso planteaba un problema y un peligro para la Constitución de los Estados Unidos: si  no era ratificado por todos los Estados (los trece originales), los Estados que rechazaran la ratificación podrían dividirse en diferentes países. Así, cuando Nuevo Hampshire se convirtió en el noveno Estado en ratificarlo (1788), Virginia, Nueva York, Carolina del Norte y Rhode Island esperaron para ver cual de las dos opciones (si ratificar el Artículo VII o dar origen a otros  países) era más popular y más beneficiosa para los EE. UU. El Congreso, establecido bajo los Artículos de la Constitución, eligió el 4 de marzo de 1789 como el día "para comenzar el proceso constitucional". Virginia y Nueva York ratificaron la Constitución antes de esta fecha; Carolina del Norte y Rhode Island la ratificaron más tarde. Después los nuevos gobernantes tomaron el poder en los restantes once Estados.

## Resultados
La Constitución se aprobó en el siguiente orden:
- Datos: Q48437
- Multimedia: United States Constitution / Q48437